# Монтекалво II (Кјети)
Монтекалво II (итал. Montecalvo II) је насеље у Италији у округу Кјети, региону Абруцо.
Према процени из 2011. у насељу је живело 29 становника. Насеље се налази на надморској висини од 237 м.